# Kleinsteinhausen

Ortsansicht Kleinsteinhausen

Kleinsteinhausen ist eine Ortsgemeinde im Landkreis Südwestpfalz in Rheinland-Pfalz. Sie gehört der Verbandsgemeinde Zweibrücken-Land an, innerhalb derer sie gemessen an der Einwohnerzahl die fünftgrößte Ortsgemeinde bildet.

## Geographie

### Lage
Der Ort liegt im Westen des Landkreises Südwestpfalz im Zweibrücker Hügelland in einer fruchtbaren Höhenmulde, gleich weit entfernt von Zweibrücken und Pirmasens, nahe der Grenze zu Frankreich. Südwestlich befindet sich Großsteinhausen, im Norden Walshausen, im Nordosten Nünschweiler, und südöstlich Bottenbach. zur Gemeinde gehören zusätzlich die Wohnplätze Ölmühle und Stampermühle.

### Gewässer
Der Ort liegt südlich der Felsalb, die im Norden teilweise die Gemarkungsgrenze bildet. Letztere wird im Osten großteils von dessen Nebenfluss Hengstbach gebildet. Am südwestlichen Ortsrand entspringt außerdem der Kleinsteinhausener Bach, der sich komplett innerhalb des Gemeindegebiets befindet.

## Geschichte

### Mittelalter und frühe Neuzeit
Kleinsteinhausen gehörte in früherer Zeit zum Herzogtum Lothringen. Oft wechselte der Besitzer des Dorfes. Reinhold von Ettendorf, Herr zu Hohenfels, verpfändete in einer Urkunde vom 17. Dezember 1362 (Staatsarchiv Darmstadt) Groß- und Kleinsteinhausen an den Grafen Walram von Zweibrücken. Dies ist der älteste Nachweis, in dem Kleinsteinhausen explizit erwähnt wird. 1385 verpfändete es Boemund von Ettendorf an den Edelknecht Albrecht von Zweibrücken. Von diesem erhielt es 1398 der Ritter Heinrich Eckebrecht von Dürkheim zu Afterlehen. Als 1413 das Geschlecht von Ettendorf erloschen war, kam Kleinsteinhausen zu Pfalz-Zweibrücken. 1417 wird ein E. Hesse von Esche als Lehensmann von Herzog Stephan von Zweibrücken genannt. 1454 ist Jakob von Esche, 1486–1493 Wilhelm von Esche Lehensmann. Später wird Eberhart Brendel von Hohenburg, welcher Amtmann zu Neukastel war, hier erwähnt. 1502 wird sein Sohn Johann Lehensträger. 1511 war N. v. Bitsch, genannt Gentersberger, Herr von Kleinsteinhausen. Auch das Kloster Stürzelbrunn bei Bitsch hatte in Kleinsteinhausen einen Zehnt, der 1558 von dem Zweibrücker Herzog Wolfgang für 1000 Gulden von dem Stürzelbronner Abt Anastasius erworben wurde.
Im Mittelalter gehörte ein Großteil der Gemarkung dem Kloster Hornbach. Das Kloster wurde im Zuge der Reformation 1557 endgültig aufgehoben. Nach dem Dreißigjährigen Krieg wurde das Land von den Einwohnern als Weideland benutzt. Das Klostergut wurde 1740 unter die Gemeindsleute aufgeteilt.

### 19. und 20. Jahrhundert
Das Dorf Kleinsteinhausen gehörte bis zur Französischen Revolution zum pfalz-zweibrückischen Oberamt Zweibrücken. Ab 1793 wurde das Linke Rheinufer im Ersten Koalitionskrieg französisch besetzt. Von 1798 bis 1814 gehörte Kleinsteinhausen mit Großsteinhausen und Riedelberg zur Mairie Großsteinhausen im Kanton Neuhornbach im Departement Donnersberg. Im Jahr 1802 lebten 267 Einwohner im Ort, davon 155 Reformierte, 16 Lutheraner und 96 Katholiken. 1815 hatte sich die Einwohnerzahl bereits auf 300 erhöht.
Aufgrund der auf dem Wiener Kongress getroffenen Vereinbarungen kam das Gebiet im Juni 1815 zunächst zu Österreich und wurde 1816 auf der Grundlage eines Staatsvertrags an das Königreich Bayern abgetreten. Unter der bayerischen Verwaltung gehörte Klein-Steinhausen – so die damalige Schreibweise – von 1817 an zum Landkommissariat Zweibrücken im Rheinkreis, ab 1862 zum Bezirksamt Zweibrücken und von 1939 an zum Landkreis Zweibrücken.
Da der Ort sich in der Roten Zone befand wurden die Bewohner mit Beginn des Zweiten Weltkriegs vorübergehend evakuiert. Bedingt durch die Grenzlage war Kleinsteinhausen im Krieg schwer in Mitleidenschaft gezogen. Bei Kriegsbeginn wurden die Bewohner nach Thüringen und Franken evakuiert. Durch Kriegs- und Abrissschäden sowie Abholzung eines größeren Teiles des Gemeindewaldes, die der Schaffung von Schussfeldern diente, war der Ort nach dem Krieg kaum wiederzuerkennen. Nach dem Krieg wurde die Gemeinde innerhalb der französischen Besatzungszone Teil des Regierungsbezirks Pfalz im damals neu gebildeten Land Rheinland-Pfalz. Im Zuge der ersten rheinland-pfälzischen Verwaltungsreform folgte 1972 die Auflösung des Landkreises Zweibrücken; damit einhergehend wechselte die Gemeinde zudem in den Landkreis Pirmasens, der 1997 in „Landkreis Südwestpfalz“ umbenannt wurde. Im selben Jahr wurde Kleinsteinhausen in die neu gebildete Verbandsgemeinde Zweibrücken-Land eingegliedert.

## Religion
Vor der Französischen Revolution gehörte Kleinsteinhausen zur Pfarrei von Walschbronn. Die Katholiken gehören zum Bistum Speyer, die Evangelischen zur Protestantischen Landeskirche Pfalz.

## Politik

### Gemeinderat
Der Gemeinderat in Kleinsteinhausen besteht aus zwölf Ratsmitgliedern, die bei der Kommunalwahl am 9. Juni 2024 in einer Mehrheitswahl gewählt wurden, und der ehrenamtlichen Ortsbürgermeisterin als Vorsitzender.

### Bürgermeister
Martina Wagner (CDU) wurde im Juni 2014 Ortsbürgermeisterin von Kleinsteinhausen. Bei der Direktwahl am 26. Mai 2019 wurde sie mit einem Stimmenanteil von 72,61 % und am 9. Juni 2024 als einzige Bewerberin mit 60,4 % jeweils für weitere fünf Jahre in ihrem Amt bestätigt.
Der Vorgänger von Martina Wagner war Ludwig Doniat (SPD).

### Wappen
| Wappen von Kleinsteinhausen | Blasonierung: „Geviert, in Feld 1 (oben rechts) in Gold ein blaubewehrter und -bezungter roter Adler, in 2 in Rot eine goldene Urne mit gegenläufigen roten Zickzackbandmustern, schräglinks beseitet mit einem kleinen goldenem Buchstaben "k", in 3 in Schwarz ein goldener Turm aus drei sich verjüngenden, bedachten Stufen mit schwarzen Portal und in 4 in Gold ein durchgehendes, schwarzes Andreaskreuz.“ |
| Wappen von Kleinsteinhausen | Wappenbegründung: Das durchgehende schwarze Andreaskreuz und der rote Adler in Gold entstammen dem Wappen der Herren von Ettendorf, die dort im 13. und 14. Jahrhundert herrschten. Die Herren von Ettendorf, die früher in Großsteinhausen und Kleinsteinhausen begütert waren, hatten in viergeteiltem Schild im 1. und 4. Feld in Gold einen roten Adler und im 2. und 3. Feld ebenfalls in Gold ein schwarzes Andreaskreuz. Davon wurden ein Adler und ein Andreaskreuz übernommen und in den Feldern 1 und 4 des neuen Wappen untergebracht. Das zweite Feld zeigt den Buchstaben K – Hinweis auf den Ortsnamen – und daneben eine Urne als Beispiel der bedeutenden Keltenfunde. Im 3. Feld schließlich erscheint ein Tor oder steinernes Haus in Anlehnung an den Ortsnamen, wie auch an das Geschlecht der Steinhäuser, das ebenfalls in Kleinsteinhausen begütert gewesen sein soll. Es wurde am 17. Juli 1982 von der Bezirksregierung Rheinhessen-Pfalz genehmigt. |

## Kultur

### Kulturdenkmäler
Vor Ort befinden sich insgesamt drei Objekte, die unter Denkmalschutz stehen.

### Natur
Innerhalb des Gemeindegebiets existieren drei Naturdenkmale.

## Wirtschaft und Infrastruktur

### Verkehr
Durch Kleinsteinhausen führt die Landesstraße 477, die den Ort mit Großsteinhausen und Walshausen verbindet. Die  Landesstraße 478 streift den südlichen Ortsrand. Über die nahegelegene Auffahrt Walshausen der A 8 besteht Anschluss an den Fernverkehr. Der Öffentliche Personennahverkehr ist in den Verkehrsverbund Rhein-Neckar integriert. Der Nahverkehr war ab 2000 im Westpfalz-Verkehrsverbund (WVV) organisiert, der seit Sommer 2006 vollständig in den Verkehrsverbund Rhein-Neckar integriert ist.

### Tourismus
In Nordosten streift der mit einem grünen Balken markierte Saar-Rhein-Weg, der eine Verbindung mit Saarbrücken und Wörth am Rhein schafft, stellenweise die Gemeindegemarkung. Die zweite Etappe der Rheinland-Pfalz-Radroute und der Hornbach-Fleckenstein-Radweg streift den südlichen Siedlungsrand.